# Michael Rocksien
Michael Rocksien (* 16. September 1966) ist ein deutscher ehemaliger Handballspieler.

## Karriere
Michael Rocksien begann im Alter von 7 Jahren beim TSV Grömitz mit dem Handball. Später spielte er für den VfL Bad Schwartau in der Handball-Bundesliga. Ab 1992 stand der 2 Meter große Torwart beim TV Niederwürzbach zwischen den Pfosten, mit dem er 1993 und 1995 Vizemeister wurde und 1995 den Euro-City-Cup gewann. 1998 erreichte er mit dem TVN das Final Four des DHB-Pokals, wo man im Finale dem THW Kiel mit 15:30 unterlag. Da der THW in der Saison 1997/98 neben dem Pokal auch die Meisterschaft gewann und deshalb in der Folgesaison in der EHF Champions League antrat, spielte er 1998/99 mit Niederwürzbach im Europapokal der Pokalsieger.
Nachdem sich der TVN nach der Saison 1998/99 freiwillig aus der Bundesliga zurückgezogen hatte, schloss Rocksien sich der HSG D/M Wetzlar an. 2001 erreichte er auch mit Wetzlar das Pokalfinale. Im selben Jahr beendete er seine Bundesliga-Karriere und ging zum Oberligisten TV Petterweil. Nachdem er 2003 seine Spielerkarriere beendet hatte, wurde er im Januar 2004 vom Zweitligisten TuS N-Lübbecke für zwei Spiele reaktiviert, da der Stammkeeper Sławomir Szmal bei der Europameisterschaft im Einsatz war und der Gegner VfL Fredenbeck einer Spielverlegung nicht zugestimmt hatte. Später kehrte er als Torwarttrainer und Torwart der zweiten Mannschaft nach Wetzlar zurück und spielte dann bei der TSF Heuchelheim, bevor er 2010 zur HSG Dilltal wechselte. Von 2012 bis 2019 spielte Rocksien für die MSG Linden, wo er seine Karriere anschließend beendete.